# Theil-de-Bretagne
Theil-de-Bretagne é uma comuna francesa na região administrativa da Bretanha, no departamento Ille-et-Vilaine. Estende-se por uma área de 24,41 km². Em 2010 a comuna tinha 1 750 habitantes (densidade: 71,7 hab./km²).